# Минджи
Кон Мин Джи (кор. 공민지, 孔敏知, Gong Minji; род. 18 января 1994 года), более известная под сценическим псевдонимом Минджи) — южнокорейская
певица, рэпер и танцор. Она дебютировала в 2009 году в качестве участницы женской группы 2NE1, которая стала одной из самых продаваемых женских групп по всему миру до ее ухода в апреле 2016 года. Она выпустила свой первый сольный мини-альбом, Minzy Work 01: «Uno», в апреле 2017 года. 20 ноября В 2020 году Минзи дебютировала на Филиппинах с тагальской версией своего сингла «Lovely».

## Биография
Минджи родилась в Сеуле, но вскоре её семья переехала в Кванджу; там девушка участвовала во многих танцевальных конкурсах и соревнованиях. Минджи — внучка корейской танцовщицы Гон Ок Чжин. В YG Entertainment Минджи попала после того, как представители компании увидели её видео с танцевальным номером в интернете. 16 июля 2009 года стало известно, что Минджи бросила школу ради того, чтобы сосредоточиться на музыкальной карьере в 2NE1.

## Карьера

### 2009−16: 2NE1
В начале 2009 года YG Entertainment объявили о дебюте новой женской группы, которая стажировалась на протяжении четырёх лет, и что их дебютный альбом будет содержать песни, спродюсированные Тедди Паком из 1TYM и G-Dragon из Big Bang. Изначальным названием коллектива было «21», но позже стало «2NE1». В группе Минджи занимала позицию главного танцора. Первый сингл «Fire» был выпущен 6 мая 2009 года; на тот момент Минджи было 15 лет.
5 апреля 2016 года Минджи официально покинула группу и саму компанию. По этой причине она не приняла участие в записи финального сингла «Goodbye», выпущенного 21 января 2017 года.

### 2016−настоящее время: Дебют сMinzy Work 01 Uno
В мае 2016 года стало известно, что Минджи подписала контракт с лейблом Music Works. Было анонсировано, что она начала работу над сольным альбомом и хочет попробовать различные музыкальные жанры, а не фокусироваться на одном. Компания объявила: «Мы заняты продюсированием её первого сольного альбома, который сможет отразить весь потенциал и талант Гон Минджи. Мы продолжим подготовку без задержек времени».
В январе 2017 года Минджи была объявлена участницей второго сезона реалити-шоу Sister’s Slam Dunk; был сделан анонс первого сингла «I Wanted To Love». 
Шоу впервые вышло в эфир 10 февраля, где легендарный продюсер и композитор Ким Хен Сок (наставник JYP) назначил Минджи главной певицей, главной танцовщицей, репетитором танцев и хореографом для второго сезона шоу Unnies, и была признана лидером группы в третьем эпизоде. Она также квалифицирована на роль преподавателя рэпа в команде, но из-за ее большой загруженности эта роль досталась KillaGramz. В эпизоде 12 она была названа режиссером рэпа, поскольку Ким Хен Сок не разбирается в рэпе, и назвала Хон Чжин Ен единственным рэпером группы, а Чон Соми - автором рэп-текстов для «Right?». В марте Минзи выпустила свой первый сольный сингл «I Wanted To Love» в качестве саундтрека к дорамы MBC The Rebel.
17 апреля Минджи дебютировала с мини-альбомом Minzy Work 01 Uno,  вместе с заглавным треком "Ninano". Альбом дебютировал на 2-месте в чарте Billboard World Albums, позже опустился на 9-е место на второй неделе. 28 сентября Минзи объявила, что отправится в турне по Северной Америке, однако тур был отложен, а затем отменен из-за ее работы над новой музыкой.
1 декабря 2018 года Минзи выпустила свой первый англоязычный сольный сингл «All of You Say».
17 апреля 2020 года Минзи покинула Music Works после того, как ее юридический спор был урегулирован. 24 мая Минзи выпустила свой сингл «Lovely», который стал ее первым релизом в качестве независимого исполнителя. В октябре Минзи основала свою собственную компанию MZ Entertainment и будет осуществлять свою будущую деятельность в своем будущем агентстве. Месяц спустя Минзи подписала контракт с Viva Entertainment для своей музыкальной деятельности на Филиппинах. Она выпустила тагальскую версию своего сингла «Lovely» 20 ноября.
6 июня 2021 года MZ Entertainment объявили, что Минзи планирует вернуться с новым синглом в июле. Новый сингл под названием «Teamo» был выпущен 11 июля. 12 декабря Минзи выпустила свой новый сингл «Fantabulous».

## Дискография
В составе 2NE1

### Сольные работы
| Год  | Песня                                                 | Чарты | Альбом            |
| Год  | Песня                                                 | KOR   | Альбом            |
| ---- | ----------------------------------------------------- | ----- | ----------------- |
| 2009 | «Please Don’t Go» (с CL)                              | 6     | To Anyone         |
| 2013 | «Miracle» (with исполнителями SBS Friendship Project) | —     | You Are A Miracle |
| 2017 | NINANO (feat. Flowsik)                                |       | Minzy Work 01 Uno |

| Название          | Информация                                                                  | Чарты | Продажи |
| ----------------- | --------------------------------------------------------------------------- | ----- | ------- |
| Minzy Work 01 Uno | - Издан: 17.04.2017 - Лейбл: Music Works - Формат: CD, цифровая дистрибуция | 35    |         |

## Фильмография

### Фильмы
| Год  | Название                    | Роль | Примечание        | Ссылка |
| ---- | --------------------------- | ---- | ----------------- | ------ |
| 2022 | Lovely Voice: The Beginning |      | Музыкальный фильм | [ 25 ] |

### Теле-шоу
| Год  | Название                    | Роль      | Примечание                             | Ссылка |
| ---- | --------------------------- | --------- | -------------------------------------- | ------ |
| 2017 | Sister's Slam Dunk          | Участница |                                        |        |
| 2017 | King of Mask Singer         | Участница | Как «A Richly-toned Perilla Leaf Girl» |        |
| 2021 | South Korean Foreigners     | Участница |                                        |        |
| 2021 | Wild Idol                   | Тренер    | [ 26 ]                                 |        |
| 2022 | The Origin – A, B, Or What? | Судья     |                                        | [ 27 ] |
| 2022 | 9low On Top                 | Судья     |                                        |        |

### Веб-шоу
| Год  | Название       | Роль      | scope="col" class="unsortable" Примечание |
| ---- | -------------- | --------- | ----------------------------------------- |
| 2021 | Double Trouble | Участница |                                           |